# みかちゃん
みかちゃん（通称:みかちゃんフォント）は、みかが作成した手書きフォントの名称である。
日本語の手書きフリーフォントで、市販の商品などで使用されている例も複数存在する。
窓の杜主催の2002年窓の杜大賞の作者賞に選ばれた。

## 概要
日本語のJIS X 0208をすべて網羅したフリーのアウトラインフォントである。
各文字を手書きで紙面に書き、それをスキャナーで取り込んで画像化したあと、TTEditおよびOTEditによってフォント化する手順によって作成されている。
一部の文字はJISで規定されている文字とは異なる文字を実装しているため、JIS X 0208準拠ではない。
有償、無償いずれでも使用可能であるが、フォントの販売は禁止するライセンスになっている。
2001年7月15日 に Ver2.0 を公開。
2002年10月10日 に公開された Ver8.5 にて第二水準漢字をサポートし、完成。
以降、修正を行い 2004年2月8日 に Ver9.0 が公開。

## 書式の種類
「みかちゃん」（等幅フォント）、「みかちゃん-P」（プロポーショナルフォント）、「みかちゃん-PB」（プロポーショナルフォント　太字）、「みかちゃん-S」（プロポーショナルフォント）の4種類がある。
Windows用、MAC用、Linux用のそれぞれTrueTypeフォント、Windows用、Max OS X用のOpenTypeフォントが配布されている。